# Mnesampela lenaea
Mnesampela lenaea là một loài bướm đêm trong họ Geometridae.